# Parvaneh Salahshouri
Parvaneh Salahshouri  (en persan پروانه سلحشوری), née en 1964 à Masjed Soleiman, est une femme politique iranienne.
Sociologue de formation, elle est élue députée de Téhéran lors des élections législatives iraniennes de 2016, faisant partie des 14 femmes du Parlement.